# Marsbéli krónikák II
A Marsbéli krónikák II a Solaris első albumának, a Marsbéli krónikák 30 éves évfordulóján, 2014. október 26-án megjelent stúdióalbuma. A megjelenés napján tartották az első lemez és az új anyag lemezbemutató koncertjét is a Művészetek Palotájában.
A Marsbéli krónikák II. anyaga 2015 októberében bakelit lemezen is megjelenik a Moiras kiadó gondozásában – sorszámozott, limitált példányszámban, a zenekar 35 éves fennállásának tiszteletére! Az LP egy bónuszdalt is tartalmazni fog a CD-hez képest.
Az LP-változat végül 2017. február 3-án jelent meg, 2 bónuszdallal a CD-hez képest – 300 db-os limitált példányszámban és sorszámozottan! 
Az LP bónuszdalai: Lonely Universe (Bogdán Csaba szerzeménye) – Silent Towns (Kollár Attila kompozíciója).

## Az album dalai
1. Marsbéli Krónikák II. – 1. tétel / Martian Chronicles II. – 1st movement
2. Marsbéli Krónikák II. – 2. tétel / Martian Chronicles II. – 2nd movement
3. Marsbéli Krónikák II. – 3. tétel / Martian Chronicles II. – 3rd movement
4. Marsbéli Krónikák II. – 4. tétel / Martian Chronicles II. – 4th movement
5. Marsbéli Krónikák II. – 5. tétel / Martian Chronicles II. – 5th movement
6. Marsbéli Krónikák II. – 6. tétel / Martian Chronicles II. – 6th movement
7. Marsbéli Krónikák II. – 7. tétel / Martian Chronicles II. – 7th movement
8. Hangok a múltból – 1. tétel / Voices From The Past – 1st movement
9. Hangok a múltból – 2. tétel / Voices From The Past – 2nd movement
10. A világ nélkülünk / The World Without Us
11. Az emberbogarak büszkesége / The Pride Of Human Insects
12. Lehetetlen / Impossible
13. Alien Song /

## Közreműködők
Solaris együttes
- Bogdán Csaba – gitár
- Erdész Róbert – billentyűs hangszerek
- Gömör László – dobok
- Kisszabó Gábor – basszusgitár
- Kollár Attila – fuvola

Egyéb közreműködők
- Erdész Tamás – producer, gitár
- Gerendás Péter – akusztikus gitár
- Krasznai Tünde – ének
- Muck Ferenc – szaxofon
- Szendőfi Balázs – basszusgitár
- Szirtes Edina 'Mókus' – ének, hegedű, vokál
- Tereh István – „örökös manager“
- Ullmann Zsuzsa – ének